# Cylindropuntia
Cylindropuntia  este un gen de cactus din familia Cactaceae. Genul este de asemenea clasificat ca un subgen de Opuntia. Este nativ în America de Nord. În Statele Unite și Mexic  cactușii sunt cunoscuți sub numele de Chollas.

## Specii
- Cylindropuntia abyssi
- Cylindropuntia alcahes
- Cylindropuntia caribaea
- Cylindropuntia cholla
- Cylindropuntia fulgida
- Cylindropuntia kelvinensis
- Cylindropuntia munzii
- Cylindropuntia rosea
- Cylindropuntia versicolor
- Cylindropuntia whipplei
- etc.